# 마하카샤파

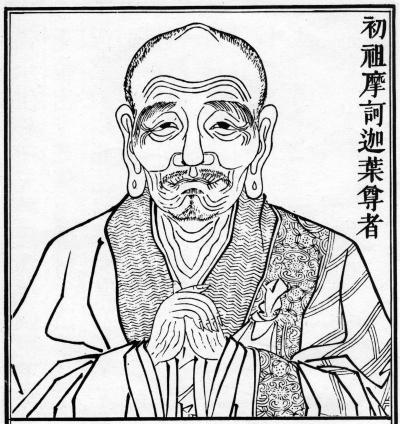

마하카샤파(산스크리트어: Mahākāśyapa) 또는 마하가섭(摩訶迦葉)은 고타마 붓다의 십대제자 중 한 사람이다. 가섭 또는 대가섭(大迦葉)이라고도 하며, 의역하여 대음광(大飮光) 또는 대구씨(大龜氏)라고도 부른다.
인도의 왕사성 마하바드라의 거부였던 브라만 니그루다칼파의 아들로서 태어났다. 비팔라 나무 밑에서 탄생하였으므로 비팔라야나라고 부르기도 하였다. 집착에 사로잡히지 않는 청결한 인물로서 고타마 붓다의 신임을 받아 제자들 중에서 상위를 차지하였다. 고타마 붓다가 반열반에 든 후 비탄에 빠지거나 동요하는 제자들을 통솔하여 교단의 분열을 막았으며, 제1회 불전 결집을 지휘하였다.
영취산(靈鷲山)에서 고타마 붓다가 꽃을 꺾어 보였을 때 오직 마하가섭만이 그 뜻을 이심전심으로 이해하고 미소지었다는 염화미소(拈華微笑)의 고사(故事)가 전해진다. 선종에서는 마하가섭을 선법(禪法)을 받아 이어준 제1조로 높이 받들고 있다.

## 같이 보기
- 염화미소

## 참고 문헌
- 이 문서에는 다음커뮤니케이션(현 카카오)에서 GFDL 또는 CC-SA 라이선스로 배포한 글로벌 세계대백과사전의 내용을 기초로 작성된 글이 포함되어 있습니다.